# Kret (film 2011)
Kret – polsko-francuski thriller z 2011 roku w reżyserii Rafaela Lewandowskiego.

## Opis fabuły
Odkąd Paweł (Borys Szyc) rozkręcił wraz z ojcem Zygmuntem (Marian Dziędziel) wspólny interes, jego rodzina zaczyna coraz optymistyczniej patrzeć w przyszłość. Ich marzenia o dostatnim życiu przekreśla pewnego dnia artykuł, który godzi w dobre imię Zygmunta. Z dnia na dzień współpracownicy Pawła odwracają się od niego, a małżeństwo z Ewą (Magdalena Czerwińska) przeżywa poważny kryzys. Paweł zrobi wszystko, żeby odkryć prawdę i oczyścić ojca z zarzutów. Tropy z przeszłości prowadzą do zagadkowego człowieka (Wojciech Pszoniak), który od pewnego czasu zdaje się potajemnie kierować losami Pawła i Zygmunta. W zamian za odpowiedzi na pytania spędzające Pawłowi sen z powiek, złoży on zdesperowanemu mężczyźnie zaskakującą propozycję.

## Obsada
- Borys Szyc − Paweł
- Marian Dziędziel − Zygmunt
- Magdalena Czerwińska − Ewa
- Wojciech Pszoniak − Garbarek
- Jasz Pawlus − Tomek
- Jerzy Janeczek − Rysiek
- Krystyna Wiśniewska-Sławik − Elżbieta
- Anita Poddębniak − Jola
- Zbigniew Ruciński − Lucek
- Stanisława Łopuszańska − matka Zygmunta
- Michał Rolnicki − Wojtek
- Bartłomiej Topa − szef związku
- Sławomir Orzechowski − Tadeusz
- Dariusz Szymor − Jan
- Danuta Borsuk − kelnerka

i inni

## Plenery
Większość scen kręcono w Bielsku-Białej oraz we Francji pod Lyonem. Część zdjęć wykonano także w Katowicach, Tychach i w okolicach Babiej Góry.